# Inre befäl
Inre befäl i Sverige är, inom bland annat polis och räddningstjänst, beteckningen på ett tjänsteman med befälsuppgifter med operativa uppgifter som är stationerad inne på stationen, men som ej deltar i utryckningar.
Inom polisen är detta en polisman till vilken andra poliser avrapporterar sina ärenden och ingripanden, och som även kan fungera som förundersökningsledare. Vid mer begränsade uppgifter används begreppet stationsbefäl.
Inom räddningstjänst är det inre befälet framför allt ett stöd till räddningsledaren.